# Pulau Sebang

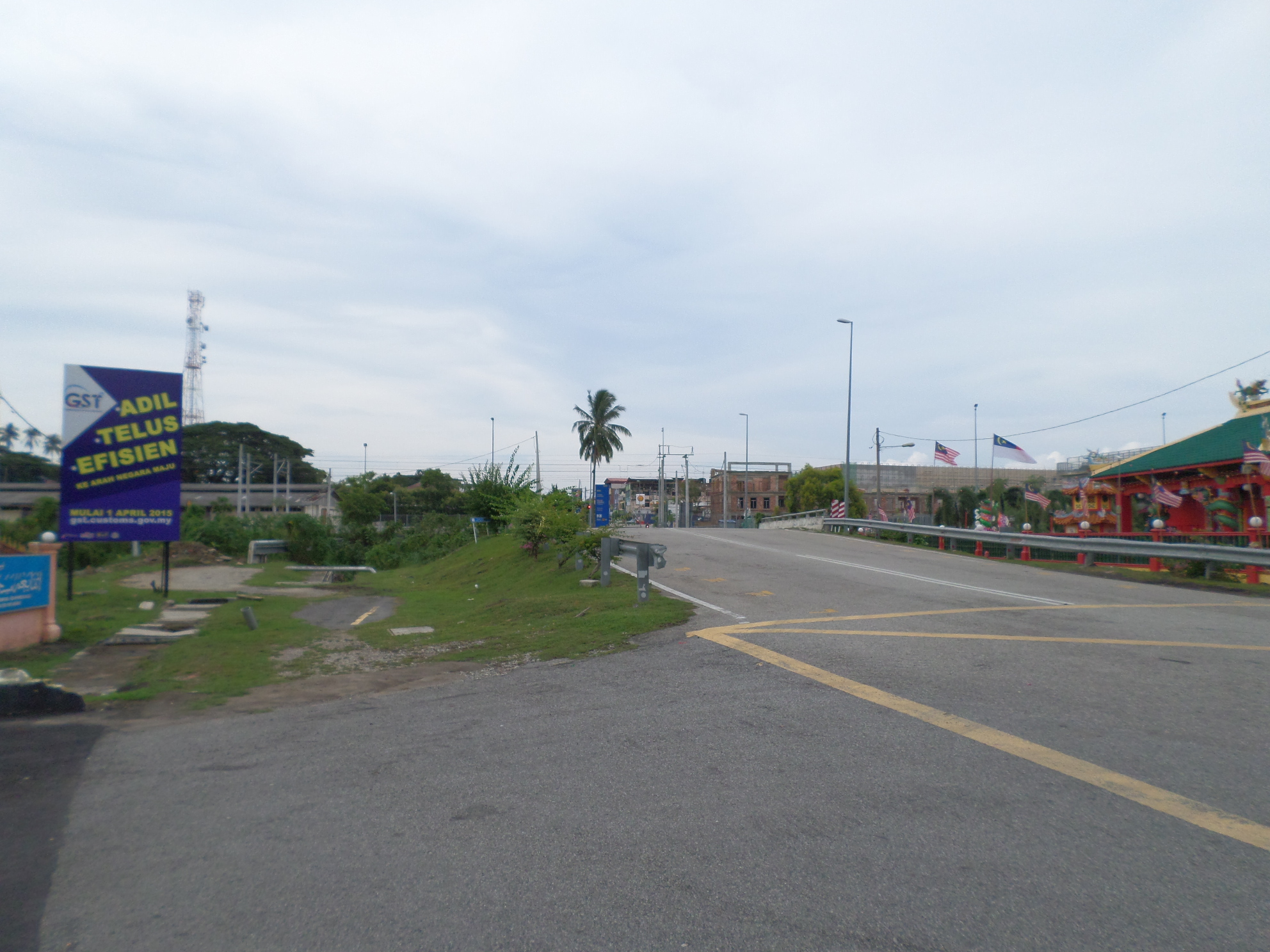
Pulau Sebang

Pulau Sebang is een plaats in de Maleisische deelstaat Malakka.
Pulau Sebang telt 1400 inwoners.